# Ayşe Sultan (figlia di Murad III)
Ayşe Sultan (turco ottomano: عائشه سلطان, lett. "vita"; Manisa, 1565 – Costantinopoli, 15 maggio 1605) è stata una principessa ottomana. Era la figlia del sultano Murad III e della sua favorita e Haseki Safiye Sultan, e sorella del sultano Mehmed III.

## Biografia
Ayşe Sultan nacque nel 1565 a Manisa, dall'allora Şehzade Murad, governatore della regione e figlio del sultano Selim II (salito al trono nel 1566), e dalla sua favorita Safiye Sultan. Aveva almeno tre fratelli e due sorelle di sangue: Mehmed III, Şehzade Selim, Şehzade Mahmud, Hümaşah Sultan e Fatma Sultan. Sue possibili sorelle erano anche Mihrimah Sultan e Fahriye Sultan.
Nel 1574 suo padre Murad salì al trono e Ayşe lo seguì a Costantinopoli.
Fra il 1580 e il 1582 sua madre cadde in disgrazia a causa della madre di Murad, Nurbanu Sultan, e di sua sorella, Ismihan Sultan, e venne esiliata a Palazzo Vecchio. Ayşe e le sue sorelle dovettero seguirla, mentre i suoi fratelli rimasero a Palazzo Topkapi in quanto eredi al trono. Ayşe poté rientrare a Palazzo insieme alla madre e alle sorelle solo dopo il 1583, anno di morte di Nurbanu.
Nel 1582 Murad promise Ayşe in sposa a Damat İbrahim Pascià, governatore d'Egitto. Il fidanzamento contrariò Nurbanu Sultan, la quale voleva che la nipote sposasse il suo pupillo kapıcıbaşı Mahmud, che lei aveva cresciuto come un figlio. Nurbanu riuscì a ritardare le nozze, ma nel 1584, dopo la sua morte, Mahmud fu fatto sposare con Hatice Hanımsultan, una figlia di Ayşe Hümaşah Sultan, nipote di Solimano I, e Semiz Ahmed Pascià, cosa che gli precluse le nozze con un'altra principessa imperiale (la quale per legge doveva essere l'unica moglie di suo marito). Le nozze di Ayşe e Ibrahim vennero celebrate nel 1586 e gli sfarzosi festeggiamenti durarono una settimana. Dopo un anno la coppia fu richiamata a Costantinopoli e in seguito Ibrahim fu per tre volte Gran Visir del fratello di Ayşe, Mehmed III. Da questo matrimonio Ayşe ebbe un figlio, Sultanzade Mehmed Bey, e una figlia, entrambi morti giovani.
Ayşe rimase vedova il 10 luglio 1601 e il 5 aprile 1602 sposò il nuovo Gran Visir, Yemişçi Hasan Pascià. Ayşe non era felice del matrimonio, ma quando, un anno dopo il matrimonio Hasan cadde in disgrazia e Mehmed III decise di giustiziarlo, Ayşe intercesse per suo marito con suo fratello e sua madre Safiye, dichiarando che sarebbero andati in esilio a La Mecca se lo avesse risparmiato, ma Mehmed le rispose che, se voleva seguirlo, poteva seguirlo nella morte. Hasan Pascià fu giustiziato il 18 ottobre 1603.
Ayşe infine sposò il suo amante, Güzelce Mahmud Pasha (morto nel 1606), nel 1604, matrimonio concluso con la sua stessa morte.
Ayşe morì il 15 maggio 1605 e venne sepolta nel mausoleo Mehmed III nella moschea Hagia Sofia di Costantinopoli.

## Discendenza
Dal suo primo matrimonio, Ayşe Sultan ebbe un figlio e una figlia:
- Sultanzade Mehmed Bey. Non superò l'infanzia. È sepolto con suo padre del suo mausoleo, nella Moschea di Şehzade.
- Fülane Hanımsultan. Morì neonata. È sepolta con suo padre nel suo mausoleo, nella Moschea di Şehzade.

## Beneficenza
Ayşe era molto devota e si dedicò a numerosi progetti di carità. Nel suo testamento dispose la liberazione incondizionata dei suoi schiavi e schiave; 10.000 aspri da dedicare al riscatto dei debiti di persone in carcere per debiti fino a 500 aspri; 2.000 aspri furono lasciati a fondi per i poveri, gli orfani e i malati di Costantinopoli, La Mecca, Medina e Gerusalemme; infine, una certa somma di denaro fu stanziata per pagare il riscatto dei prigionieri di guerra musulmani, a condizione che le prigioniere avessero la precedenza.